# Castilhon de Ganhièira
Castilhon de Ganhièira (en francès Gagnières) és un municipi francès situat al departament del Gard i a la regió d'Occitània.